# نوبلزویل (ایندیانا)
نوبلزویل، ایندیانا (به انگلیسی: Noblesville, Indiana) یک شهر در ایالات متحده آمریکا با جمعیت ۵۱٬۹۶۹ نفر است که در ایندیانا واقع شده‌است.

## موقعیت جغرافیایی
موقعیت جغرافیایی شهرها و مناطق اطراف به شرح زیر است: